# Día del Ejército Argentino
El Ejército Argentino servirá a la Patria, como parte del Instrumento Militar de la Defensa adiestrando, alistando, y sosteniendo a la Fuerza, para ejecutar operaciones militares contribuyentes a garantizar la soberanía, independencia, capacidad de autodeterminación e integridad territorial de la República Argentina y proteger la vida, la libertad y los bienes de sus habitantes.
El Día del Ejército Argentino es celebrado todos los años el 29 de mayo. En este día se saluda a todos los integrantes del Ejército y se honra la memoria de aquellos caídos en defensa de la Argentina.

## Orígenes
El 29 de mayo de 1810, a apenas horas de la Revolución, una de las primeras disposiciones de la Primera Junta se refirió al papel del ejército, al emitirse la Proclama a los Cuerpos Militares de Buenos Aires. En ella se exaltaba la actuación que dichos cuerpos habían tenido en esa semana trascendental. Además, por medio de esta proclama se dispuso que los batallones militares existentes se elevaran a regimientos, a la vez que se anunciaban las previsiones para una reorganización de la caballería y de la artillería volante. Estas reformas orgánicas de las fuerzas existentes constituyeron los primeros pasos hacia la formación del Ejército Patriota que iniciaría el camino de la Independencia.
Por todo ello, resaltando la trascendencia que para la historia tuvo aquella proclama, se ha instituido el 29 de mayo como día del Ejército Argentino.